# FURPSE
| Sigles de 2 caractères   |
| Sigles de 3 caractères   |
| Sigles de 4 caractères   |
| Sigles de 5 caractères   |
| ► Sigles de 6 caractères |
| Sigles de 7 caractères   |
| Sigles de 8 caractères   |

FURPSE est un sigle anglais pour Functionality, Usability, Reliability, Performance, Serviceability, Evolutivity (fonctionnalité, utilisabilité, fiabilité, performance, aptitude au service, évolutivité), représentant un modèle de gestion de projet de développement logiciel, défini par l'ISO 9126.